# Jagiellonia Białystok w sezonie 1949/1950
Związkowiec Białystok przystąpił do rozgrywek okręgowej klasy A Białostockiego OZPN. Sezon białostockiej klasy A był rozgrywany systemem jesień-wiosna, natomiast rozgrywki I i II ligi wiosna-jesień.

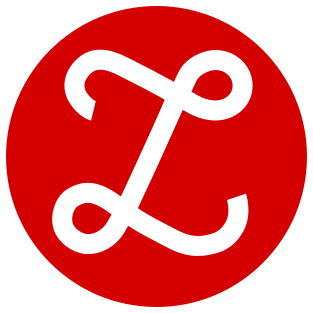
Herb Związkowca

Po sezonie sekcję piłki nożnej Związkowca przejęła drużyna Budowlanych Białystok, tym samym przenieśli się z klasy B do klasy A.
Związkowiec funkcjonował głównie jako klub lekkoatletyczny, posiadał także sekcję tenisa stołowego.
Puchar Polski

W rozgrywkach Pucharu Polski na szczeblu okręgowym Związkowiec dotarł do finału, w którym uległ drużynie Pogoni Łapy 5:1 (bramkę zdobył Krygier w 37. minucie).

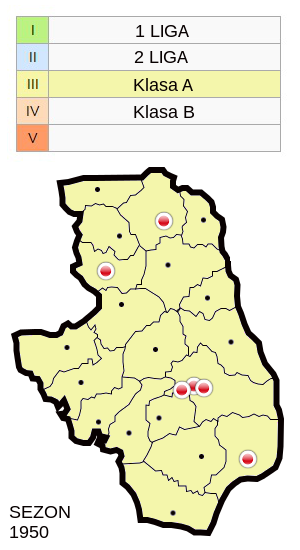
BOZPN – Zespoły występujące w Klasie A w sezonie 1949/1950

## III poziom rozgrywkowy
Drużyna Gwardii Białystok jak przed rokiem zdominowała rozgrywki w klasie A. Wygrywając ją, zespół zdobył awans do II ligi.

## Końcowa tabela klasy A (Białostocki OZPN)
| Lp. | Drużyna               | M  | Z | R | P | Bramki | Bramki | Różn. | Pkt. | Uwagi           |
| --- | --------------------- | -- | - | - | - | ------ | ------ | ----- | ---- | --------------- |
| 1   | Gwardia Białystok     | 10 | 9 | 1 | 0 | 42     | 12     | +30   | 18   | Elim. o II ligę |
| 2   | Kolejarz Ełk          | 10 | 7 | 0 | 3 | 28     | 13     | +15   | 14   |                 |
| 3   | WKS Wigry Suwałki     | 10 | 5 | 2 | 3 | 25     | 19     | +6    | 12   |                 |
| 4   | Związkowiec Białystok | 9  | 4 | 2 | 4 | 28     | 21     | +7    | 10   |                 |
| 5   | Unia Hajnówka         | 10 | 1 | 3 | 6 | 13     | 31     | -18   | 5    |                 |
| 6   | Kolejarz Starosielce  | 10 | 0 | 1 | 9 | 12     | 52     | -40   | 1    |                 |

- Przed sezonem KS ZZK Ełk zmienił nazwę na Kolejarz Ełk, Żubr Hajnówka na Unia Hajnówka, a KS ZZK Starosielce na Kolejarz Starosielce.
- W związku z poszerzeniem od przyszłego sezonu klasy A do 10 drużyn, nikt nie spadł do klasy B.
- Awansowały: Kolejarz Białystok, Ogniwo Białystok, Budowlani Grajewo.

## Mecze
| Mecze i wyniki | Mecze i wyniki         | Mecze i wyniki                  | Mecze i wyniki | Mecze i wyniki | Mecze i wyniki       | Mecze i wyniki | Mecze i wyniki  | Poz w lidze. | Poz w lidze. | Poz w lidze. |
| Lp. | Data                   | Rozgrywki                       | F.             | D/W            | Przeciwnik           | Wynik          | Strzelcy bramek | M.           | P.           | Br.          |
| --- | ---------------------- | ------------------------------- | -------------- | -------------- | -------------------- | -------------- | --------------- | ------------ | ------------ | ------------ |
| 1 175 | 18.09.1949 Suwałki     | Klasa A – 1 kol.                | –              | W              | WKS (Wigry) Suwałki  | 1:1            |                 | 3            | 1            | 1:1          |
| 2 176 | 25.09.1949 Białystok   | Klasa A – 2 kol.                | –              | D              | Kolejarz Ełk         | 2:1            |                 | 3            | 3            | 3:2          |
| 3 177 | 09.10.1949 Białystok   | Klasa A – 3 kol.                | –              | W              | Gwardia Białystok    | 8:3            |                 | 3            | 3            | 6:10         |
| | 16.10.1949 Białystok   | Klasa A – 4 kol.                | –              | W              | Unia Hajnówka        | (przeł.)       |                 | 4            | 3            | 6:10         |
| 4 178 | 23.10.1949 Starosielce | Klasa A – 5 kol.                | –              | W              | Kolejarz Starosielce | 2:8            |                 | 4            | 5            | 14:12        |
| 5 179 | 26.03.1950 Białystok   | Klasa A – 4 kol. (mecz zaległy) | –              | D              | Unia Hajnówka        | 2:2            |                 | 4            | 6            | 16:14        |
| 6 180 | 02.04.1950 Białystok   | Klasa A – 6 kol.                | –              | D              | WKS (Wigry) Suwałki  | 1:2            |                 | 4            | 6            | 17:16        |
| 7 181 | 23.04.1950 Ełk         | Klasa A – 7 kol.                | –              | W              | Kolejarz Ełk         | 2:0            |                 | 4            | 6            | 17:18        |
| 8 182 | 07.05.1950 Białystok   | Klasa A – 8 kol.                | –              | D              | Gwardia Białystok    | 0:3            |                 | 4            | 6            | 17:21        |
| 9 183 | 18.05.1950 Hajnówka    | Klasa A – 9 kol.                | –              | W              | Unia Hajnówka        | 0:1            |                 | 4            | 8            | 18:21        |
| 10 184 | 21.05.1950 Białystok   | Klasa A – 10 kol.               | –              | D              | Kolejarz Starosielce | 10:0           |                 | 4            | 10           | 28:21        |
| - rozgrywki ligowe, - rozgrywki pucharu polski, - rozgrywki pucharu ligi, - rozgrywki ligi europejskiej, - mecze barażowe lub eliminacyjne, - inne. Liczba meczów w sezonie:1 2 (wszystkie mecze na najwyższym poziomie rozgrywkowym)3 (wszystkie mecze w rozgrywkach ligowych bez baraży) , Puchar Polski: 2 (mecze Pucharu Polski na szczeblu centralnym)3 (wszystkie mecze w Pucharze Polski) |                        |                                 |                |                |                      |                |                 |              |              |              |